# Cap Penck
El cap Penck és un punt cobert de gel aproximadament 35 milles al nord-oest de Gaussberg, separant la costa de Leopold i Astrid de la Costa de Guillem II. Trobat a l'expedició antàrtica australiana de 1911-14 sota el comandament de Mawson, va ser anomenat així en honor del geògraf alemany Albrecht Penck.